# Hip House
Als Hip House wird ein Musikstil der elektronischen Tanzmusik bezeichnet, der als Crossover-Genre gilt, weil er Elemente vor allem aus House und Hip-Hop miteinander verbindet. Erstmals namentlich bekannt wurde diese Stilrichtung 1988, ihre Popularität währte jedoch nur kurz und endete bereits in den frühen 1990er Jahren.

## Merkmale
Das Genre umfasst ein relativ weites Spektrum an Stilelementen und überschneidet sich mit anderen Richtungen. Als Basis dem House entlehnt wurde der Rhythmus im Viervierteltakt. Ebenfalls housetypisch sind der Bass und die Klavierakkorde. Der aus mehreren Strophen bestehende englischsprachige Sprechgesang (Rap) wurde hingegen dem Hip-Hop entnommen. Tracks dieses Genres machen auch starken Gebrauch von Samples, die entweder einzeln oder als Loop vorkommen können. Für Hip House als besonders  typisch angesehene Samples sind etwa das Break-Sample aus Lyn Collins’ „Think“, aber auch ein eintaktiger Part mit einem Tamburin-Sample im Sechzehntel-Rhythmus, sowie aus stakkatoartigen, gepitchten Schreien bestehende Vocal-Samples (z. B. „Whoo-Yeah“; dieses Sample ist Teil des ursprünglichen „Think“-Breaks).

## Popularität
Hip House war eine relativ kurzlebige Modeerscheinung, die Ende der 1980er hohe Popularität erlangte und in dieser Zeit kommerzielle Erfolge feiern konnte. So wurde Tyree Coopers Turn Up the Bass als eines der ersten Housestücke überhaupt als Musikvideo auf MTV ausgestrahlt. Der Erfolg dauerte jedoch nicht lange an, und Hip House verschwand in den 1990er Jahren wieder aus der öffentlichen Wahrnehmung. In der heutigen Zeit wird dieser Musikstil wieder vermehrt in den Clubs aufgelegt. Besonders in Hip-Hop-Clubs wird Hip House in den frühen Morgenstunden gespielt.
2012 bringt die amerikanische Rapperin Azealia Banks mit der Veröffentlichung ihrer ersten EP mit dem Titel 1991 das Hip-House auf den neuesten Stand.

## Bekannte Interpreten
Populär wurde das Hip-House-Genre durch Fast Eddie, der 1988 die namensgebende Single Hip House produzierte. Die Spitze der Popularität erreichte Hip House mit Tyree Coopers Turn Up The Bass mit Rapper Kool Rock Steady, das ebenfalls 1988 erschien. Auch die Hip-Hop-Formation Jungle Brothers veröffentlichte mit I’ll House You einen Hip-House-Track. Jason Nevins produzierte u. a. Hip-House-Remixes von Run-DMCs „It’ Like That“ und „Tricky“ sowie Cypress Hills „Insane in the Brain“. Weitere Songs und Interpreten, die dem Hip House zugeordnet werden können, sind „We call it Acieed“ von D Mob, erschienen 1989, sowie „Wiggle It“ von „2 in a Room“, erschienen 1990.